# Distrikt Sara Sara
Der Distrikt Sara Sara liegt in der Provinz Páucar del Sara Sara in der Region Ayacucho in Südzentral-Peru. Der Distrikt wurde am 2. Januar 1985 gegründet. Er besitzt eine Fläche von 85 km². Beim Zensus 2017 wurden 537 Einwohner gezählt. Im Jahr 1993 lag die Einwohnerzahl bei 836, im Jahr 2007 bei 800. Sitz der Distriktverwaltung ist die 3300 m hoch gelegene Ortschaft Quilcata mit 486 Einwohnern (Stand 2017). Quilcata liegt 12 km westnordwestlich der Provinzhauptstadt Pausa.

## Geographische Lage
Der Distrikt Sara Sara liegt in der Cordillera Volcánica im Südwesten der Provinz Páucar del Sara Sara. Er liegt an der Nordflanke des 5505 m hohen namensgebenden Vulkans Sarasara (auch Sara Sara). Der Río Pararca fließt entlang der nördlichen Distriktgrenze nach Osten.
Der Distrikt Sara Sara grenzt im Südwesten an den Distrikt Puyusca (Provinz Parinacochas), im äußersten Nordwesten an den Lampa, im Norden an den Distrikt Pararca sowie im Osten und Südosten an den Distrikt Pausa.

## Ortschaften
Neben dem Hauptort gibt es folgende größere Ortschaften im Distrikt:
- Acoquipa